# 晴れの国岡山農業協同組合
晴れの国岡山農業協同組合（はれのくにおかやまのうぎょうきょうどうくみあい、通称JA晴れの国岡山）は、岡山県倉敷市玉島八島に本店を置く農業協同組合である。

## 概要
2020年4月1日に岡山県内の9農協のうち、JAびほくを存続組合として8農協が合併して発足。正組合員数は2019年3月時点の合算ペースで10万468人と全国1位の規模を有する。
当初は「1県1農協構想」に基づき、県内全ての農協の合併を目指したが、岡山市農業協同組合（JA岡山）が時期尚早として構想から離脱し、8つの農協での統合となった。当組合側は、県の中心部に位置するJA岡山の統合も必要としており、折衝を進めていくとしている。農業就業人口の減少などによる経営基盤弱体化を合併の理由としている。本店はJA岡山西本店所在地であった倉敷市に置かれ、一部機能は岡山市内にある県農業会館に分散させている。
岡山県内には1947年の農業協同組合法施工時に400以上あったが、その後再編が進み1994年に91農協が9つとなり、さらに今回の合併により県内2JA体制となった。

## 沿革
- 2015年 - 県JA大会において「1JA化」の方針を決議[4]。
- 2019年1月17日 - 8農協が合併契約に予備調印[5]。JA岡山は1JA構想から離脱[2]。
- 2020年4月1日 - 8農協の合併によりJA晴れの国岡山発足。

## 業務区域
岡山市瀬戸地域、加賀郡（吉備中央町のうち旧賀陽町域）、備前市、赤磐市、和気郡、倉敷市、総社市、都窪郡、笠岡市、井原市、浅口市、浅口郡、小田郡、高梁市、新見市、津山市、苫田郡、久米郡、真庭市、真庭郡、美作市、勝田郡、英田郡

### 合併前の農協と業務区域
- JA岡山東 - 備前市、赤磐市、和気町、岡山市東区の一部（旧・瀬戸町）
- JA岡山西 - 倉敷市、井原市、総社市、浅口市、早島町、里庄町、高梁市の一部（旧・川上町）
- JA倉敷かさや - 倉敷市、笠岡市、矢掛町
- JAびほく - 高梁市、吉備中央町（旧・賀陽町）、真庭市の一部（旧・北房町）
- JA阿新 - 新見市
- JA真庭 - 真庭市、新庄村）
- JA津山 - 津山市、鏡野町、久米南町、美咲町）
- JA勝英 - 美作市、勝央町、奈義町、西粟倉村、津山市の一部（旧・勝北町）

## 提供番組
- 笑味ちゃん天気予報（RSK山陽放送） - 提供表示はJAグループ名義（JA岡山・JA香川県・JAバンク・JA共済を含む）

## 脚註
1. 1 2  「JA晴れの国岡山」発足　県内8JA合併、組合員数全国1位山陽新聞 2020年04月01日
2. 1 2 3  岡山の8JA、来春合併　正組合員10.3万人　国内最大に日本経済新聞 2019年1月17日
3. ↑  岡山に全国最大級JA 8者合併、正組合員10万人日本経済新聞 2020年4月1日
4. 1 2  岡山県8JA合併検討 20年4月、全国最大規模に山陽新聞 2018年12月03日
5. ↑  県内8JAが合併へ予備契約調印　名称は「晴れの国岡山」山陽新聞 2019年01月17日